# Amazon Marketplace
Amazon Marketplace é uma plataforma de E-commerce operada pela Amazon.com, o qual permite vendas de terceiros à comercializar ofertas de produtos novos e usados a preço fixo do mercado on-line além de regularmente fazer ofertas. Usando Amazon Marketplace, os vendedores de terceiros tem acesso a base de clientes da Amazon e o site, por sua vez, expande as ofertas para os outros usuários, sem ter que investir em estoque adicional. 
Os clientes ganham acesso às ofertas adicionais, seguindo estritamente a busca de produtos para criar páginas com detalhes  exatos, atuais e padronizados de seu produto na Amazon Marketplace, facilitando o aumento da concorrência, diferenciação de produto e a capacidade dos consumidores escolherem os produtos vendidos por terceiros. 
O mercado usa a infra-estrutura de software da Amazon.com. As taxas de cartão de crédito pela Amazon.com do comprador e o pagamento são enviadas ao vendedor, mas não repassam qualquer informação de cartão de crédito. O Marketplace está disponível em sites de Amazon em mais de 60 países.  Alguns vendedores não enviam internacionalmente.
As vendas de terceiros sobre a conta da Amazon Marketplace são aproximadamente 40% das vendas anuais da Amazon.com.